# Outerlands
Outerlands ist ein Filmdrama und das Spielfilmdebüt von Elena Oxman. Der Film mit Asia Kate Dillon und Nachwuchsschauspielerin Ridley Asha Bateman in den Hauptrollen feierte im März 2025 beim South by Southwest Film Festival seine Premiere.

## Handlung
Cass lebt in einer fast leeren Wohnung in San Francisco. Tagsüber arbeitet Cass als Kindermädchen und nachts als Bedienung. Nach einer gemeinsamen Nacht mit Kalli, einer Kollegin aus dem Restaurant, bittet diese Cass, ein paar Tage auf ihre 11-jährige Tochter Ari aufzupassen. Cass erklärt sich damit einverstanden. Die Tage vergehen, doch Kalli kommt nicht zurück und ist auch telefonisch nicht erreichbar.

## Produktion

### Filmstab und Filmtitel
Regie führte Elena Oxman, die auch das Drehbuch schrieb. Es handelt sich bei Outerlands um ihr Spielfilmdebüt. Bei dem Filmdrama New Queer Visions: Lust in Translation von 2016 war sie lediglich als eine von vielen Regisseurinnen und Regisseuren beteiligt.
Der Filmtitel bezieht sich auf das Videospiel Outerlands, das Cass als Teenager spielte, in dem man einen verirrten Astronauten nach Hause bringen muss. Im Film wird auch das heruntergekommene Viertel, in dem Cass lebt, umgangssprachlich „Outerlands“ genannt.

### Besetzung und Dreharbeiten

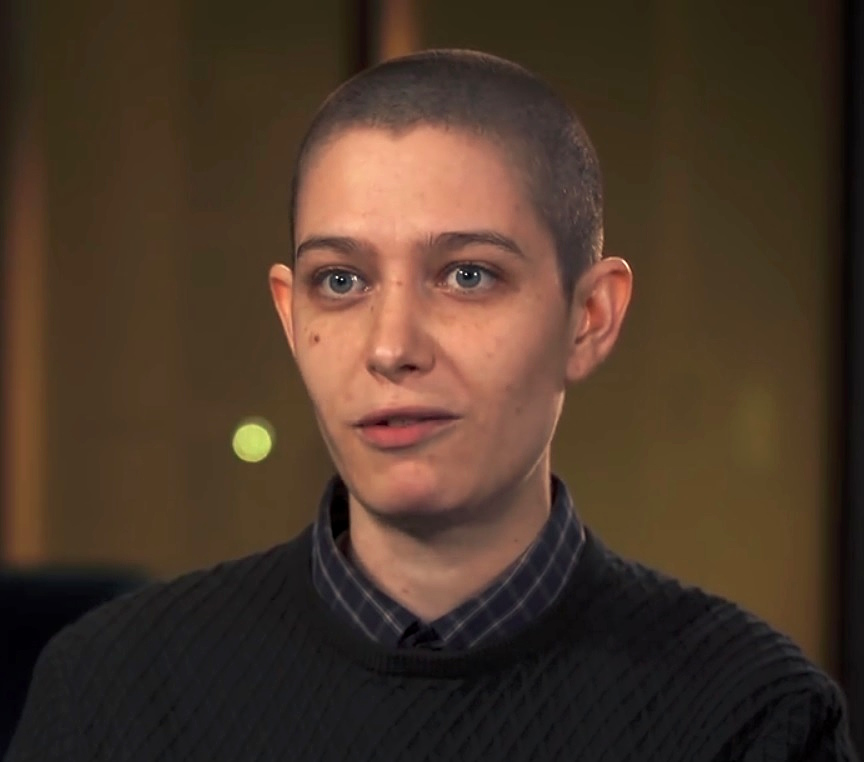
Asia Kate Dillon spielt Cass

Asia Kate Dillon, ein sich als nichtbinär verstehender Schauspieler, bekannt aus den Rollen als Brandy Epps in Orange Is the New Black und als Taylor Mason in Billions, spielt Cass. Gemeinsam mit der Regisseurin, Henry Russell Bergstein und Allison Estrin fungierte Dillon auch als Produzent des Films. Louisa Krause spielt Kollegin Kalli und Nachwuchsschauspielerin Ridley Asha Bateman deren Tochter Ari. Daniel K. Isaac spielt Emile, Cass’ schwulen Kollegen und Freund aus dem Restaurant.
Gedreht wurde Outerlands an über 35 Drehorten im kalifornischen San Francisco. Als Kamerafrau fungierte Lucia Zavarcikova, die zuletzt für Filme wie den Mystery-Thriller Only the Good Survive von Dutch Southern und den vielfach ausgezeichneten Kurzfilm Apart, Together von Olivia Hang Zhou tätig war.

### Filmmusik und Veröffentlichung
Die Filmmusik komponierte Lena Raine, die in der Vergangenheit für eine Vielzahl von Videospielen und Fernsehserien tätig war.
Die Premiere des Films fand am 10. März 2025 beim South by Southwest Film Festival statt. Ende März 2025 wurde Outerlands beim London LGBTQIA+ Film Festival gezeigt und Mitte, Ende April 2025 beim San Francisco International Film Festival. Im Juni 2024 wurde Outerlands bei Frameline49, der 49. Ausgabe des San Francisco International LGBTQ+ Film Festivals, vorgestellt. Anfang Juli 2025 erfolgten Vorstellungen beim Filmfest München. Im August 2025 wird Outerlands beim Sidewalk Film Festival gezeigt.

## Auszeichnungen
Filmfest München 2025
- Nominierung im Wettbewerb CineVisions
- Auszeichnung mit dem QMS Award für das „beste queere Langformat“[8][10]

South by Southwest Film Festival 2025
- Nominierung im Narrative Feature Competition[4]